# Harald Fidler

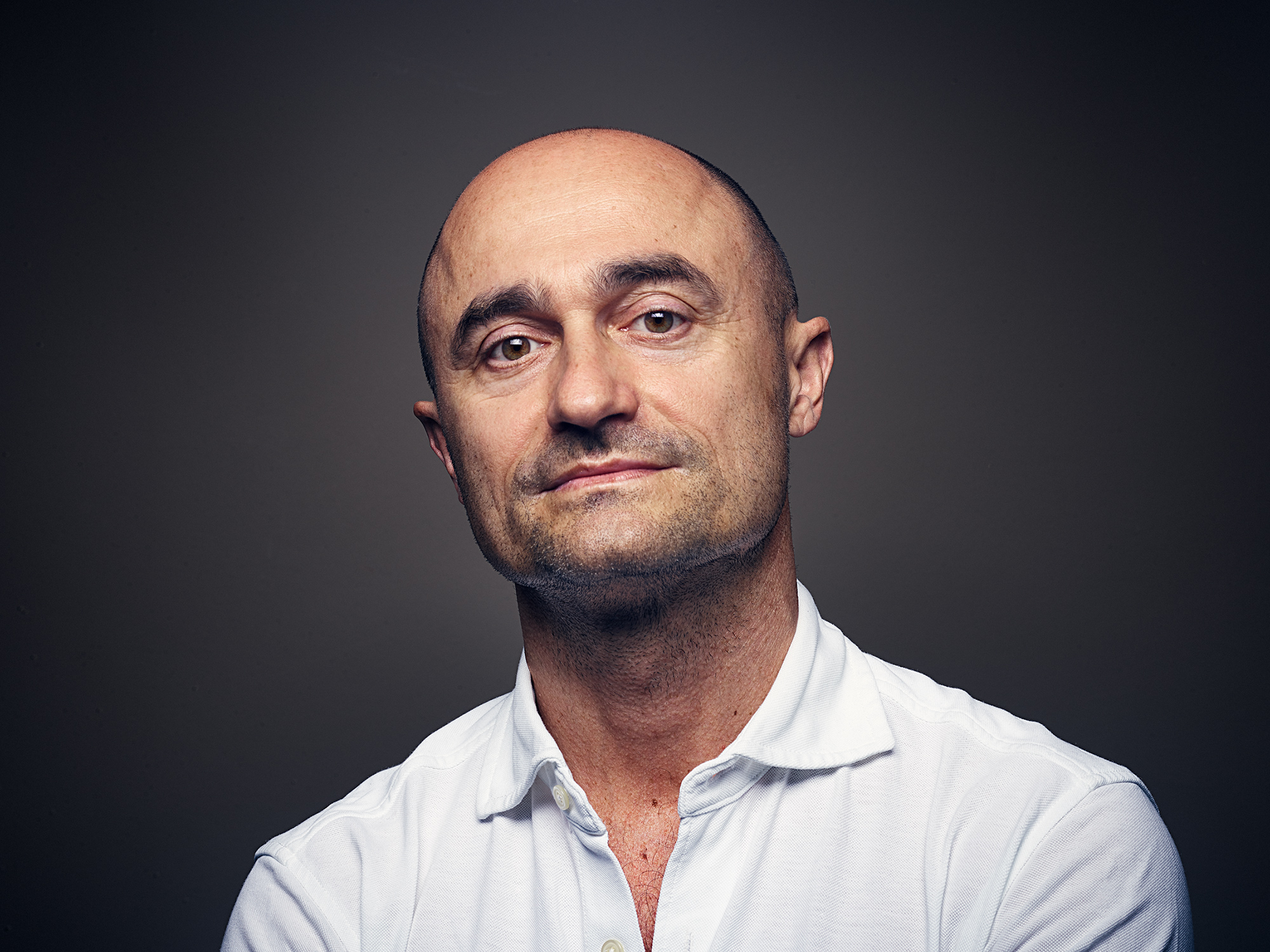
Harald Fidler

Harald Fidler (* 6. September 1969 in Klosterneuburg) ist ein, dem linken Spektrum zuordenbarer,  österreichischer Journalist und Publizist.

## Werdegang
Fidler begann 1987 ein Studium in Kommunikations- und Politikwissenschaft, das er nicht abschloss und begann gleichzeitig  als freier Mitarbeiter und Praktikant bei den Zeitungen Niederösterreichische Nachrichten, Die ganze Woche, Arbeiter-Zeitung und der APA zu arbeiten.
2008 veröffentlichte er das Lexikon Österreichs Medienwelt von A bis Z, wo er in rund 1000 Stichwörtern Personen, Unternehmen, österreichische Fach- und Sonderbegriffe sowie Hintergrundinformationen beschreibt. Ergänzend dazu richtete er die Webseite dieMedien.at ein, auf welcher er die im Lexikon beschriebenen Stichworte laufend aktualisiert und teilweise mit weiteren Informationen unterfüttert.
2024 initiierte Fidler diemedien.at ganz neu als frei zugängliche Plattform für auffindbares, kompaktes Grundlagenwissen über Österreichs Medien, Medienunternehmen und Medienmacher:innen.

## Auszeichnungen
- 2018, 2019, 2022 und 2024: Journalist des Jahres in der Kategorie Medien[1][2][3][4]

## Publikationen
Bücher:
- 1999: Sendepause. Medien und Medienpolitik in Österreich. edition lex liszt 12, Oberwart 1999, ISBN 3-901757-09-0 (mit Andreas Merkle)
- 2004: Im Vorhof der Schlacht. Falter Verlag, Wien 2004, ISBN 3-85439-341-5
- 2008: Österreichs Medienwelt von A bis Z. Falter Verlag, Wien 2008, ISBN 978-3-85439-415-0
- 2009: Österreichs manischer Medienmacher, Die Welt des Wolfgang Fellner. Styria Verlag, Wien 2009, ISBN 978-3-222-13275-9
- 2023: So funktioniert Österreichs Medienwelt. Falter Verlag, Wien 2023, ISBN 978-3-85439-724-3, Link zum Buch

Buch-Beiträge:
- Schund im Bild. In: Gerfried Sperl, Michael Steiner (Hrsg.): O Jubel, O Freud! – Schatten und Schimären eines Jubiläumslandes. Edition Gutenberg, Wien/Graz 2005, ISBN 3-900323-83-6, S. 81 ff.
- Warum Größe zählt. In: Reinhard Christl (Hrsg.), Silke Rudorfer (Hrsg.): Wie werde ich Journalist – Wege in den Traumberuf. LIT Verlag, Wien 2007, ISBN 3-8258-0466-6, S. 123–133
- Medienlandschaft Österreich: Eine Momentaufnahme am Kipppunkt, in: Ingrid Brodnig, Florian Klenk, Gabi Waldner, Armin Wolf (Hrsg.:) Praktischer Journalismus. Ein Lehrbuch für den Berufseinstieg und alle, die wissen wollen, wie Medien arbeiten, Falter Verlag, Wien 2024, ISBN 978-3-99166-007-1, S. 248–253